# آهوی من مارال
آهوی من مارال یک مجموعه ناتمام به کارگردانی مهرداد غفارزاده و تهیه‌کنندگی مشترک سعید خندق‌آبادی و بهروز خوش‌رزم است که ساخت و تولید آن توسط شبکه نمایش خانگی از سال ۱۴۰۰ شروع شد.
بنا بود این سریال در دو فصل برای پخش از شبکه نمایش خانگی ساخته شود (فصل اول ۱۵ قسمت و فصل دوم ۲۵ قسمت) اما به دلیل مشکلات مالی، پس از اتمام ۷۵ درصد فیلمبرداری، تولید آن متوقف شد. حسن معجونی، ترلان پروانه، گوهر خیراندیش، بهناز جعفری، لاله اسکندری، فریبا کوثری، امیررضا دلاوری، روزبه حصاری از بازیگران این سریال هستند.
این سریال روایتگر داستان عاشقانه ناصرالدین‌شاه و یکی از همسرانش به نام مارال است.

## حواشی
در سال ۱۳۹۹، رسانه‌ها از تولید سه سریال به نام‌های جیران، قبله عالم و آهوی من مارال خبر دادند که داستان هر سه در دوره قاجار می‌گذشت و ناصرالدین شاه شخصیت اصلی‌شان بود. قبله عالم‌ کمدی بود و داستان متفاوتی داشت، دو سریال دیگر، داستان عشق ناصرالدین شاه به همسرش جیران/مارال را در بستری تاریخی روایت می‌کردند.
پخش قبله عالم از مرداد ۱۴۰۰ آغاز شد اما پس از چند قسمت به دلیل ممیزی‌های فراوان یا کیفیت پایین متوقف شد. فیلمبرداری دو سریال دیگر همچنان ادامه داشت. سریال جیران بنا بود از جمعه ۲۴ دی ۱۴۰۰ از فیلیمو پخش شود، وقتی در تاریخ مقرر سریال پخش نشد روابط عمومی سریال آهوی من مارال حکم دادگاهی را به تاریخ تیر ۱۳۹۹ منتشر کرد که به دلیل وجود شباهت‌هایی در «طرح کلی، شخصیت‌پردازی، داستان‌های فرعی و موقعیت‌های دراماتیک»، سازندگان جیران را به رفع شباهت‌ها ملزم و از پخش آن تا یک سال بعد از حکم منع می‌کرد. فیلیمو مدعی شد که عدم پخش سریال ارتباطی با حکم دادگاه ندارد و به دلیل اعمال ممیزی‌های ساتراست.
در نهایت، بنا شد در تاریخ ۶ بهمن ۱۴۰۰ جلسه‌ای در ساترا برگزار شود و مسئله بررسی شود. هیئت سه‌نفره کارشناسی ساترا، رای به «فقدان شباهت به نحوی که قابلیت احراز گرته‌برداری سریال «جیران» از طرح «آهوی من مارال» را داشته باشد» و پخش مجدد جیران داد. پخش جیران از تاریخ ۲۴ بهمن آغاز شد. این در حالی بود که تولید سریال بیست قسمتی آهوی من مارال هنوز تمام نشده و به دلیل شرایط مالی پروژه متوقف شده بود. اسماعیل عفیفه، تهیه‌کننده جیران معتقد بود غفارزاده کاری ضعیف تولید کرده و به همین دلیل پلتفرم‌ها حاضر به بستن قرارداد با آن نشدند. از سوی دیگر غفارزاده اعلام کرد پلتفرم‌ها تحت تأثیر تبلیغات جیران از بستن قرارداد با این پروژه سر باز زدند.
در ۲۹ تیر ۱۴۰۱، بار دیگر پخش سریال جیران، پس از ۲۳ قسمت، به دستور قضایی متوقف و آرشیو سریال از روی پلتفرم فیلیمو حذف شد. شد. علت توقیف سریال، «ماده ۲۹ قانون حمایت از مؤلفان و مصنفان و هنرمندان و در جهت حمایت از بزه دیده (شاکی خصوصی)» اعلام شد. در بیانیه‌ای که از طرف عوامل سریال آهوی من مارال‌ منتشر شد، ضمن تأیید توقیف سریال جیران‌ بر پایه شکایت مهرداد غفارزاده، جلسه کارشناسی ساترا «جهت‌دار و هدایت شده، مشخصا جانبدارانه و صرفاً نمایشی» خوانده شد. در این بیانیه، سازندگان جیران به «سرقت ادبی» و استفاده «غیرقانونی و غیرشرعی» از داستان آهوی من مارال متهم شدند و اعلام شد به دلیل «احترام به بینندگان و دنبال‌کنندگان «جیران» در صورت جبران خسارات وارده به مجموعه «مارال»، مثل گذشته حاضر به گذشت و صلح و سازش هستیم.»
عده‌ای از بازیگران سریال آهوی من مارال، از جمله حسن معجونی، لاله اسکندری، ترلان پروانه، علیرضا آرا، احسان امانی، امیررضا دلاوری، لیلا بلوکات، ارسطو خوش رزم، روزبه حصاری، متین ستوده، میثاق زارع و نازنین کیوانی، در واکنش به این بیانیه که از طرف «عوامل سریال» منتشر شده بود، در بیانیه‌ای مشترک اعلام کردند «بنا به دلایلی ـ مدت‌هاست ارتباطی با پروژه مذکور نداشته و در جریان هیچ‌کدام از بیانیه‌های منتشرشده به نام «عوامل» این سریال» نیستند.
در نهایت پس از ۵۶ روز، دادسرای فرهنگ و رسانه دستور رفع توقیف جیران را صادر کرد. دو هیئت سه‌نفره و پنج‌نفره به نفع جیران حکم دادند و پخش سریال از ۲۵ شهریور از سر گرفته شد.

## بازیگران
| بازیگر         | نقش             |
| حسن معجونی     | ناصرالدین‌شاه    |
| ترلان پروانه   | مارال           |
| گوهر خیراندیش  | شکوه‌السلطنه     |
| بهناز جعفری    | انیس‌الدوله      |
| لاله اسکندری   | سارا باجی       |
| فریبا کوثری    | انارتاج         |
| متین ستوده     | الناز           |
| روزبه حصاری    | یاشار           |
| امیررضا دلاوری | نامشخص          |
| علیرضا کمالی   | نایب            |
| علیرضا آرا     | نامشخص          |
| لیلا بلوکات    | سولماز          |
| نادر فلاح      | مظفرالدین میرزا |
| جواد یحیوی     | نامشخص          |
| اتابک نادری    | نامشخص          |
| سمیرا حسینی    | نامشخص          |
| سیروس همتی     | نامشخص          |
| احسان امانی    | نامشخص          |
| سیروس میمنت    | ولی‌خان          |
| آتش تقی‌پور     | نامشخص          |
| فاطمه شکری     | نامشخص          |
| ارسطو خوش‌رزم   | نامشخص          |
| میثاق زارع     | نامشخص          |
| نازنین کیوانی  | نامشخص          |